# Station Pemalang
Pemalang is een spoorwegstation in de Indonesische provincie Midden-Java.

## Bestemmingen
- Senja Utama Semarang: naar Station Semarang Tawang en Station Jakarta Pasar Senen
- Fajar Utama Semarang: naar Station Semarang Tawang en Station Jakarta Pasar Senen
- Kaligung: naar Station Brebes en Station Semarang Tawang
- Kaligung Ekonomi: naar Station Slawi en Station Semarang Poncol
- Tawang Jaya: naar Station Semarang Poncol en Station Jakarta Pasar Senen
- Matarmaja: naar Station Malang en Station Jakarta Pasar Senen
- Brantas: naar Station Kediri en Station Jakarta Tanahabang